# Darren Lok
Darren Lok (en chino tradicional, 陸伊騰; en chino simplificado, 陆伊腾; pinyin, Lù Yīténg; Hailsham, Inglaterra, 14 de diciembre de 1990) es un futbolista de Malasia nacido en Inglaterra que juega en la posición de delantero centro con el Sabah FA de la Superliga de Malasia desde el año 2023.

## Carrera

### Club
| Periodo   | Club                  |
| --------- | --------------------- |
| 2012-2016 | Eastbourne Borough FC |
| 2012      | → Horsham FC (cedido) |
| 2016-2019 | Johor Darul Ta'zim II |
| 2017-2019 | Johor Darul Ta'zim    |
| 2020      | Terengganu FC         |
| 2020      | Terengganu FC II      |
| 2021-2022 | Petaling Jaya City FC |
| 2023-     | Sabah FA              |

### Selección nacional
Born nació en Inglaterra pero era elegible para jugar con Malasia por el lado paterno. Lok decidió representar a Malasia, con la que debutó el 7 de octubre de 2016 ante Singapur en el Jalan Besar Stadium.
Anotó su primer gol internacional ante Siria el 22 de agosto de 2017 en el Hang Jebat Stadium. Lok fue parte del equipo que clasificó a la Copa Asiática 2023 y anotó el último gol en la clasificación para la Copa Asiática 2023, torneo en el que también jugó.

## Logros

### Club
- Copa de Malasia: 2017
- Superliga de Malasia: 2017, 2018
- Copa Challenge de Malasia: 2019

### Selección nacional
- Torneo Merdeka: 2024[2]